# Kommodore
Pour les articles homonymes, voir Commodore.

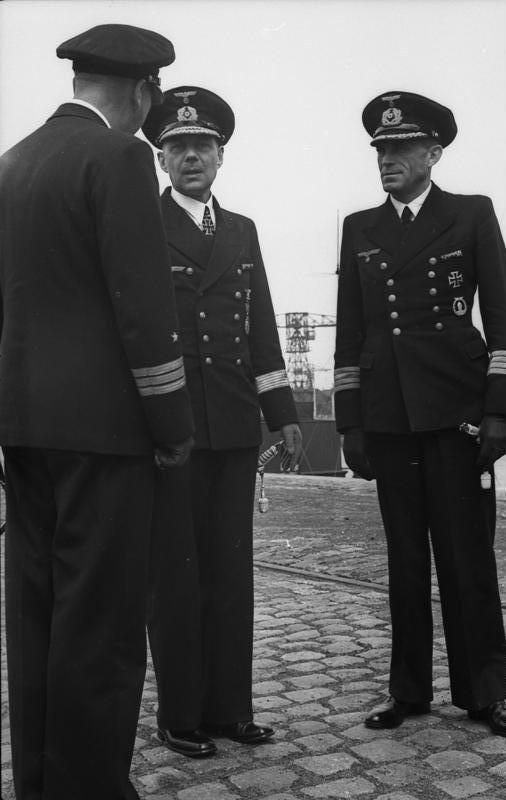
Kommodore Friedrich Ruge (au milieu)

Kommodore est le plus haut grade d'officier de la Kriegsmarine, marine de guerre allemande sous le Troisième Reich. Il n'y avait pas de grade équivalent dans la Heer ou la Luftwaffe, mais « Oberführer » est l'équivalent dans la Waffen-SS. 
Selon les marines militaires du début du XXIe siècle, il serait un grade OF-5 dans les équivalences OTAN. 

## Hiérarchie
Le Kommodore, plus haut officier avant les officiers généraux était situé de la sorte dans la hiérarchie du plus haut gradé au moins gradé :
- Flottillenadmiral (OF-6) ;
- Kommodore (OF-5a) ;
- Kapitän zur See (OF-5).

## Histoire
Initialement, Kommodore était un titre accordé à certains Kapitän zur See de la marine impériale pendant la Première Guerre mondiale. Il était accordé aux officiers pouvant avoir le contrôle tactique sur plusieurs navires, typiquement le cas d'officiers commandant des Unterseeboots agissant en force opérationnelle. Au XIXe siècle, les officiers allemands de ce grade étaient appelés Flottenkapitän (capitaine de flotte).
Au cours de la Seconde Guerre mondiale, Kommodore devient un grade à part entière, même si rarement utilisé. Les officiers de ce grade ne sont pas officiellement membre de l'amirauté allemande. Le détenteur probablement le plus connu de ce grade est Karl Dönitz devenu, le 28 janvier 1939, Kommodore et Führer der Unterseeboote (en français commandant des sous-marins). Cependant, il devient Konteradmiral le 1er octobre 1939, il n'occupe donc le grade de Kommodore que 8 mois. 
Après la chute de l'Allemagne nazie et la reconstruction de la marine allemande, le grade de Kommodore est tombé en désuétude. Il a été remplacé par celui de Flottillenadmiral, plus bas grade d'officier général. Il réapparait de nouveau comme titre dans les années 1950. 